# Гангерфорд (міст)
Гангерфорд (також міст Чарінг-кросс, англ. Hungerford Bridge) — міст, що перетинає річку Темза в Лондоні, розташовано між мостом Ватерлоо та Вестмінстерським містом. Це сталевий ґратчатий залізничний міст, поруч з яким розташовані два пішохідні мости, які мають спільні фундаментні опори із залізничним мостом, і які називають Золотими Ювілейними мостами
Північний кінець мосту — залізнична станція Чарінг-Кросс, поруч із пірсом Ембанкмент та набережною Вікторії. Південний кінець біля станції Ватерлоо, Каунті-холл, Royal Festival Hall та Лондонське око. 